# 安養寺 (大田区)
安養寺（あんようじ）は、東京都大田区にある真言宗智山派の寺院。

## 概要
奈良時代、行基によって開山されたといわれている。ただ現存の薬師如来・釈迦如来・阿弥陀如来の3坐像が平安時代の作で東京都の重要文化財になっていることから、相当の古刹であることが推測される。
その後、この地の地頭を務めた行方某が、他宗の寺院の存在を認めない狂信的な法華宗の信者で、池上本門寺の日現との法論でも、露骨な依怙贔屓により、無理やり「負け」とされ、廃寺に追い込まれたという。
永禄年間（1558年～1570年）になり、栄伝によって再興された。
明治末期から大正期にかけて、多摩川の河川改修工事があり、境内の多くが河川敷となってしまい、現在地まで縮小されている。

## 交通アクセス
- 雑色駅より徒歩13分（経路案内）。